# Arthur Dillon
Arthur, Conde de Dillon (Braywich, Irlanda, 3 de setembro de 1750 — Paris, 13 de abril de 1794) foi um general francês de origem irlandesa. É neto do também general Arthur Dillon, e irmão do general Théobald Dillon.

## Biografia

### Carreira Militar durante oAntigo Regime
Dillon entra, com a idade de 15 anos, como cadete do Regimento de Dillon. Aos dezessete, em 21 de Maio de 1766, recebe deu brevê de coronel proprietário desse regimento, com a condição de apenas receber o comando ao completar 23 anos, o que faz, com uma certa antecipação, em 24 de Março de 1772.
Casou-se pela primeira vez em 1769 com sua prima Lucy de Rothe, dama do palácio da então princesa Maria Antonieta da Áustria. Desta união nasce, em 1770, uma filha, Henriette Lucy Dillon, que virá a tornar-se esposa do Conde de La Tour du Pin Gouvernet, filho de Jean-Frédéric de La Tour du Pin Gouvernet, último Ministro da Guerra do Rei Luís XVI. Esta conta em seu Diário de uma Mulher de Cinquenta Anos (edições Mercure da França), toda a história da Revolução Francesa de seu ponto de vista.
Em 1777 vai para a América. Em 1779, quando é apenas coronel, desembarca na Ilha da Martinica, comandando um dos três regimentos irlandeses enviados por Luís XVI sob as ordens de La Motte Piquet. A ida dessas tropas para as Antilhas é uma consequência da participação da França na Guerra pela Independência dos Estados Unidos. O Conde Dillon é hospedado na casa da bela crioula Laure de Girardin de Montgérald (1764-1816), prima de Marie-Joseph-Rose de Tascher de la Pagerie mais conhecida sob o nome de Joséphine de Beauharnais, futura esposa do General Bonaparte e imperatriz de França.
Assinalado por sua bravura na conquista de Granada, no cerco de Savannah, torna-se brigadeiro dos exércitos do rei em 1780. Após ter contribuído para a tomada de Tobago, de Santo Estáquio e de São Cristovão, de onde é nomeado governador (25 de Abril de 1782), é condecorado como Cavaleiro da Ordem Real e Militar de São Luís e obtem o brevê de marechal de campo em 13 de Junho de 1783.
Em 1784, com a Guerra pela Independência Americana terminada, Dillon, viúvo desde 1782, é promovido a general e torna-se governador de Tobago. Volta à Martinica e casa-se novamente com Laure de Girardin, também viúva desde 1779. Desta segunda união nasce, em 25 de Julho de 1785, Elisabeth Frances Dillon, conhecida como Fanny, futura esposa do general Conde Henri Gatien Bertrand, grande marechal de Napoleão.
Algum tempo depois, Dillon faz uma viagem até Londres, onde recebe uma calorosa acolhida na corte.

### Revolução Francesa
Em 1789, como deputado da nobreza das colônias da Martinica, Dillon toma assento nos Estados Gerais, onde defende sobretudo os interesses das colônias. Apesar de ter abraçado a causa do partido revolucionário, vota muitas vezes no sentido oposto, falando algumas vezes a favor dos ministros, contrariando constantemente as idéias de seus companheiros das colônias e erguendo-se também contra as pessoas de cor.

A Tomada das Tulherias em 10 de Agosto de 1792,
pintura de Jean Duplessis-Bertaux, Museu do Palácio de Versailles.

Tornando-se Lugar-Tenente Geral em Junho de 1792, recebe do General Chefe La Fayette o comando da ala esquerda do Exército do Norte, então em Champagne. Depois da Jornada de 10 de Agosto de 1792, faz com que suas tropas prestem de novo o juramento de fidelidade à lei e ao rei. Aos comissários enviados para destituí-lo, consegue, no entanto, desculpar-se : o comando lhe é retirado em 18 de Agosto mas ele continua entretanto a ser utilizado no Exército do Norte.
Fica então sob as ordens de Dumouriez, a quem comandava até então. Dirigindo a vanguarda do Exército do Centro, contribuiu poderosamente para a derrota dos prussianos em Champagne : distinguiu-se em Biesmes, onde deteve a marcha do inimigo em ntrecœur, na defesa do campo de Sivray e na rendição de Verdun. Mas, durante a retirada dos prussianos, tendo escrito ao Príncipe de Hesse-Cassel aconselhando-o a alcançar a Alemanha, foi denunciado por Laflotte.

### Arthur Dillon e a Irlanda
No dia seguinte à execução de Luís XVI, a perspectiva de uma guerra com a Inglaterra estava em todas as bocas. Parecia a todos que fosse inevitável, faltando apenas saber quem tomaria a iniciativa. Na Convenção Nacional, o partido pela guerra era o dos Brissotinos, do Ministro de Negócios Exteriores Lebrun-Tondu e de Dumouriez. Na Inglaterra, o governo de William Pitt armava-se pois ninguém ignorava que a guerra era questão de semanas. É nesta situação que o General Arthur Dillon propõe à Convenção, em 23 de Janeiro de 1793, um plano de ataque e ocupação da Irlanda, calcanhar de Aquiles da Inglaterra, que apesar do massacre de separatistas, não havia conseguido conciliar os católicos e pacificar o país. A perspectiva de um suporte francês aos independencialistas era, há anos, a obsessão do ministério britânico que, desde o início da Revolução Francesa, havia despachado para Paris um certo número de agentes de influência e de coleta de informações, como Nicolas Madget, para neutralisar as intenções francesas em direção à Irlanda. Além da vigilância aos Defensores Irlandeses refugiados na Europa e sua captura no melhor dos casos, os agentes inglêses buscavam controlar o comitê diplomático da Constituinte sob Mirabeau - trabalho de Auguste Miles e de Hugh Elliott - e depois infiltar-se progressivamente do Departamento de Assuntos Estrangeiros, a partir de 1792. Sob o governo do ministro da Convenção Lebrun-Tondu as coisas pareciam caminhar de modo tão fácil para os ingleses que isto nutriu as acusações de traição lançadas posteriormente contra este no Tribunal Revolucionário. Na verdade, o serviço de informações francês estava gangrenado pela contra-espionagem britânica.
Quando Arthur Dillon propõe seu plano de invasão da Irlanda, Charles-Marien Somers, principal espião de William Pitt em Paris e brilhante sucessor de Georges Munro - identificado posteriormente e que foge de volta para Londres -, previne seu governo do projeto em 28 de Janeiro de 1793. Desde então, o objetivo a atingir é eliminar Dillon. Bertrand Barère de Vieuzac, "o impostor do Comitê de Salvação Nacional", para usar a expressão de Vergniaud, aproveita-se da publicação da "Lettre Anglaise" (em português, "Carta Inglesa"), onde figurava o nome de Dillon, para acusá-lo de conivência com a Inglaterra. Encarcerado nas Madelonnettes, Arthur Dillon protesta sua inocência, explicando ser vítima de homonímia : tratava-se na verdade de um certo Abade Dillon, superior do colégio irlandês de Douai, este sim um espião verdadeiro. Segundo uma carta da antiga coleção La Bédoyère, Arthur Dillon solicitou ser conduzido diante do Comitê de Salvação Nacional, comprometendo-se a demonstrar "na presença de especialistas", que a famosa "Lettre Anglaise" e as notas da pasta que a acompanhavam, impressas por Baudouin, onde fugurava seu nome, eram "falsas, arquifalsas e controversas" ". Voando em seu socorro e convencido de sua inocência, Camille Desmoulins chega mesmo a solicitar com estardalhaço que a Convenção reencaminhe o General Dillon frente a um tribunal para que este possa se justificar. Foi-lhe apenas permitido que ficasse em prisão domiciliar. Mas, sentindo que Dillon lhe escapava, Barère, que havia tomado o controle das operações no Comitê de Salvação Nacional, ordena sua detenção e seu envio imediato para a Prisão do Luxemburgo. Consegue inclusive uma acusação contra o general de outro prisioneiro, Alexandre Laflotte, também em situação bastante precária e que devia testemunhar sob pressão do Tribunal Revolucionário.
Aproveitando-se do caso de Georges-Jacques Danton e não ignorando a ligação existente entre Arthur Dillon e o casal Desmoulins, Bertrand Barère de Vieuzac agrega o nome do general ao "Caso Lucile Desmoulins", acusada de ter fomentado uma revolta em favor de seu marido, julgado com Georges-Jacques Danton. Convencidos de que Lucile Desmoulins e Arthur Dillon quiseram sublevar a Prisão de Luxemburgo, os dois foram condenados à pena capital sem qualquer discussão, em 13 de Abril de 1794, e guilhotinados na mesma noite, por volta das 19 horas. Ao morrer os condenados demonstraram bastante coragem e dignidade, a começar por duas mulheres que foram as primeiras a serem executadas após terem-se abraçado, segundo o testemunho visual relatado em um artigo aparecido na imprensa estrangeira.
Seu nome figura no lado norte do Arco do Triunfo em Paris.

## Obras
Tem-se de Dillon as seguintes obras em francês :
- Prestação de Contas ao Ministro da Guerra (Paris, 1792) ;
- Exposição dos Principais Eventos que tiveram a maior influência sobre a Revolução Francesa (Paris, 1792).